# بايرن ميونخ موسم 2007–08
كان موسم 2007–08 الموسم الـ109 في تاريخ نادي بايرن ميونخ والموسم الـ43 له تواليًا في الدرجة الأولى من الدوري الألماني. بدأ الموسم بفوز بايرن بلقب الدوري الألماني، أعقبه فوز بركلات الترجيح في كأس ألمانيا ضد واكر بورغهاوزن في 6 أغسطس 2007. في اليوم الأول من موسم 2007–08 في الدوري الألماني ، حقق بايرن فوزًا بنتيجة 3–0 على هانزا روستوك. ومع تقدم الموسم، واصل بايرن احتلال المركز الأول في جدول الدوري، وفي النهاية فاز بالبطولة. كما فاز بايرن بلقب كأس ألمانيا 2007–08، وبذلك أكمل الثلاثية المحلية. ومع ذلك، أحبط زينيت سانت بطرسبرغ نجاح بايرن الدولي عندما عانى من هزيمة مروعة 4–0 في مباراة الإياب من الدور نصف النهائي بعد التعادل على أرضه. زُعم لاحقًا أن المباراة تم التلاعب بنتيجتها.  كان موسم 2007–08 هو الموسم الأخير لحارس المرمى أوليفر كان مع بايرن.